# Christopher Loeak
Christopher Loeak (sinh ngày 11 tháng 11 năm 1952) là Tổng thống đắc cử của quần đảo Marshall. Ông được bầu bởi quốc hội sau cuộc bầu cử tổng thống quần đảo Marshall, năm 2012.